# Macael
Macael là một đô thị thuộc tỉnh Almería, ở cộng đồng tự trị Andalusia, Tây Ban Nha. Đô thị này có diện tích 44 km², dân số năm 2005 là 6091 người.

## Biến động dân số
| 1999  | 2000  | 2001  | 2002  | 2003  | 2004  | 2005  |
| ----- | ----- | ----- | ----- | ----- | ----- | ----- |
| 5,861 | 5,767 | 5,786 | 5,857 | 5,893 | 6,002 | 6,091 |

Nguồn: INE (Tây Ban Nha)

## Thành phố kết nghĩa
- Esplugues de Llobregat, Tây Ban Nha
- Jarrie, Pháp